# AnnaLynne McCord
AnnaLynne McCord, född 16 juli 1987, är en amerikansk skådespelerska. McCord fick sitt genombrott 2007 som intrigmakerskan Eden Lord i TV-serien Nip/Tuck och som den bortskämda Loren Wakefield i American Heiress. Hon har också medverkat i filmer, bland andra Transporter 2 och Day of the Dead.
År 2008 medverkade hon i 90210, där hon porträtterade Naomi Clark. Inledningsvis var Clark tänkt som en biroll, men i slutet av den första säsongen, hade olika medier börjat hänvisa till McCord som seriens huvudrollsinnehavare.
Bortsett från att agera, hon har också, på sin fritid, bidragit till välgörenhet. År 2009 var McCord nominerad till en Teen Choice Award och fick Hollywood Life Young Hollywood Superstar of Tomorrow -priset.

## Karriär

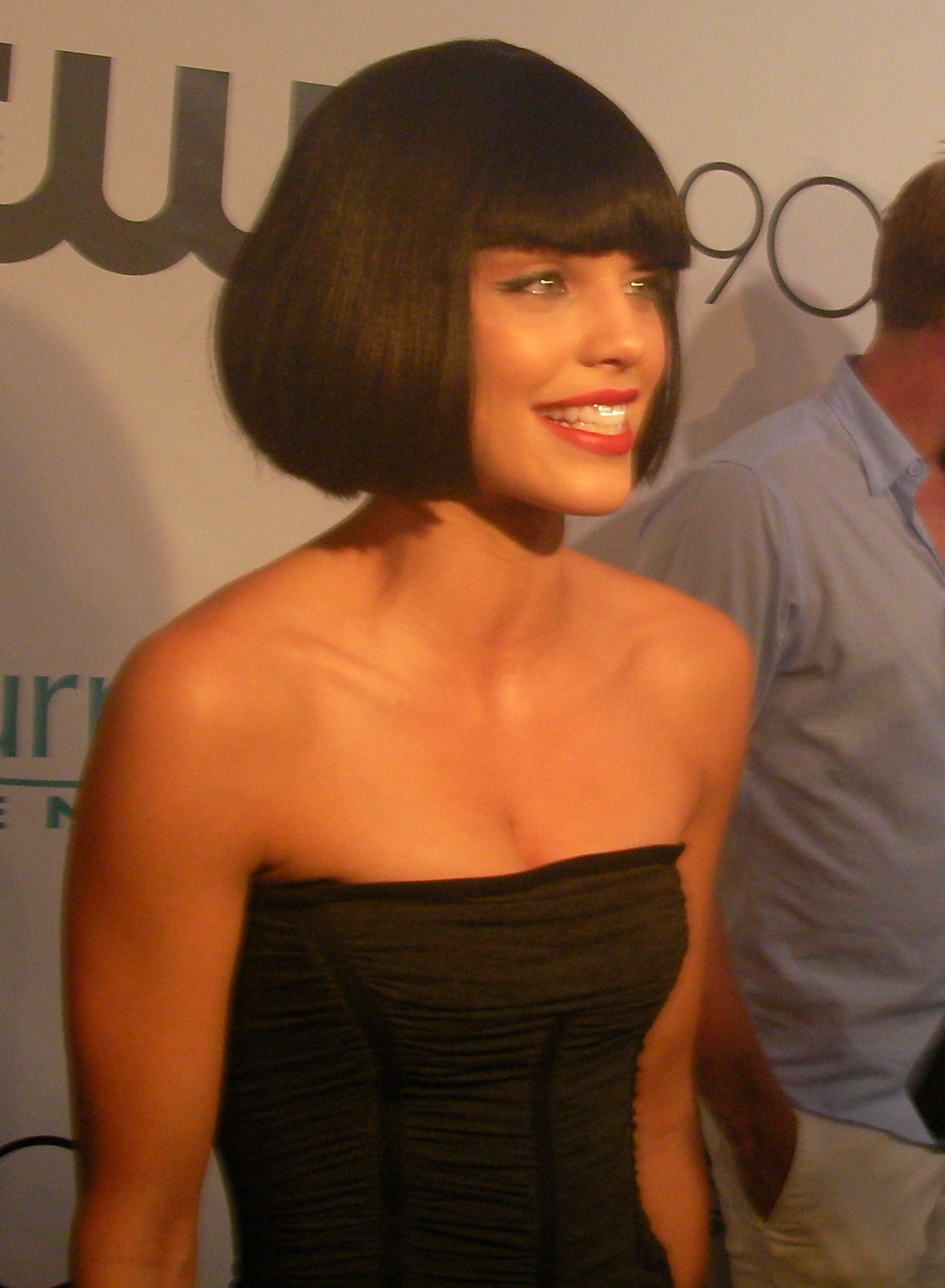
McCord vid premiären av 90210, augusti 2008.

McCord föddes i Atlanta, Georgia. AnnaLynne studerade hemifrån, och gick ut high school vid 15 års ålder, efter detta anslöt hon sig till modellagenturen Wilhelmina och började synas i olika annonser. 
McCord medverkade i 2007 års nyversion av skräckfilmen Day of the Dead, och 2008 års skräckfilm Slaughter. Hon har även gjort små framträdande i Close to Home och OC, och hon har också spelat rebellen Loren Wakefield i serien American Heiress. McCord fick även en roll i en annan serie, Rules of Deception, men serien sändes aldrig. Istället gjorde hon ett gästframträdande i avsnitt 119 och 120 i serien Ugly Betty, och i ett avsnitt av första säsongen av Greek, samt ett avsnitt av fjärde säsongen av Cold Case.
McCord har även spelat rollen som Eden Lord, en karaktär i femte säsongen av serien Nip/Tuck. Hon repriserade rollen även under den sjätte säsongen. År 2008 medverkade McCord i den nya serien 90210 som Naomi Clark, en karaktär som flera medier senare kallat för huvudroll. År 2009 mottog McCord priset Hollywood Life Young Hollywood Superstar of Tomorrow. Hon var också nominerad till en Teen Choice Award för sin porträttering av Naomi. McCord övervägdes för rollen som Heidi i New Moon, uppföljaren till 2008 års film Twilight, enligt E! Online. Men hon fick dock inte rollen. Enligt McCord så tackade hon nej till rollen och den gick istället till Noot Seear.

## Privatliv
På sin fritid har McCord bidragit till olika välgörenhetsorganisationer, och har sagt att hon "tror starkt på att arbeta med organisationer och att ge tillbaka." Hon är ambassadör för Goodwills projekt för synskadade. McCord är omslagsmodell juli 2009-numret av Los Angeles-tidningen Signature. Artikeln i tidningen belyser hennes engagemang för The Blind Project - "en välgörenhetsorganisation som bygger fabriker i tredje världen för att hjälpa och utbilda offer för människohandel." Enligt artikeln flyttade hennes systrar från Atlanta till Los Angeles så att de skulle kunna hjälpa henne med detta projekt. Systrarna skapade också en klädkollektion, "The Sisters 3" för att donera till välgörenhet.

## Filmografi

### Television
- 2006 – OC
- 2006 – Close to Home
- 2007 – American Heiress
- 2007 – Cold Case
- 2007 – Ugly Betty
- 2007 – CSI: Miami
- 2007 – Greek
- 2007 – Nip/Tuck
- 2008 – Head Case
- 2008 – 90210
- 2014 – Dallas
- 2014 – Stalker
- 2014 – The Christmas Parade
- 2015 – Not So Union
- 2015 – Watch Your Back
- 2016 – Secrets and Lies
- 2016 – Lucifer
- 2016 – The Night Shift
- 2016 – Beauty & the Beast

### Film
- 2002 – The Middle of Nowhere
- 2005 – Transporter 2
- 2007 – Bad Girl Island
- 2008 – Day of the Dead
- 2008 – The Haunting of Molly Hartley
- 2009 – Fired Up!
- 2010 – Amexica
- 2010 – Gun
- 2010 – Blood Out
- 2012 – Excision
- 2013 – Officer Down
- 2013 – Scorned
- 2014 – Gutshot Straight
- 2015 – Santa's Little Helper
- 2016 – Trash Fire
- 2017 – 68 Kill